# کلنوویتسه (منطقه تابور)
کلنوویتسه (به چکی: Klenovice) یک منطقهٔ مسکونی (شهرداری) در جمهوری چک، استان بوهمی جنوبی است که در منطقه تابور قرار دارد. این دهکده از لحاظ باستانی در سرزمین تاریخی بوهم واقع شده است. کلنوویتسه ۶٫۵۷ کیلومتر مربع مساحت و ۶۵۸ نفر جمعیت دارد و ۴۱۸ متر بالاتر از سطح دریاست.

## تاریخچه
قدیمی ترین سند مکتوب در اشاره به این روستا به سال ۱۳۹۸ (میلادی) برمی گردد. 

## جغرافیا
روستای کلنوویتسه توسط رود لوزنیس که شاخه ای از رود بزرگ ولتاوا است سیراب می شود.
این روستا در حدود ۱۶ کیلومتریِ جنوبِ شهر تابور، ۳۹ کیلومتریِ شمال شرقیِ شهر چــِسکه بودِیوویتسه و ۹۲ کیلومتریِ جنوب پراگ قرار دارد.

## نگارخانه
- مزرعه قدیمی در روستای کلنوویتسه
- فروشگاهی در روستای کلنوویتسه
- بنای یادبود فرهنگی شماره ۱۰۲۴۶۰: انبار غله (خانه شماره ۱۵) در روستای کلنوویتسه
- جاده اصلی در روستا